# Понте Кастроново (Палермо)
Понте Кастроново је насеље у Италији у округу Палермо, региону Сицилија.
Према процени из 2011. у насељу је живело 22 становника. Насеље се налази на надморској висини од 106 м.